# Steve Hulett
Pour les articles homonymes, voir Hulett (homonymie).
Steve Hulett est un scénariste américain ayant travaillé pour les studios Disney. Il est le fils de Ralph Hulett, peintre de décors aux studios Disney.
Il est l'auteur de l'ouvrage Mouse in Transition.

## Filmographie
- 1981 : Rox et Rouky
- 1983 : Sacrée journée pour Bourriquet
- 1984 : Cathy la petite chenille
- 1985 : Taram et le Chaudron magique
- 1985-1990 : Les Gummi, Someday My Prints Will Come
- 1986 : Basil, détective privé
- 1988 : Oliver et Compagnie